# Effa Manley

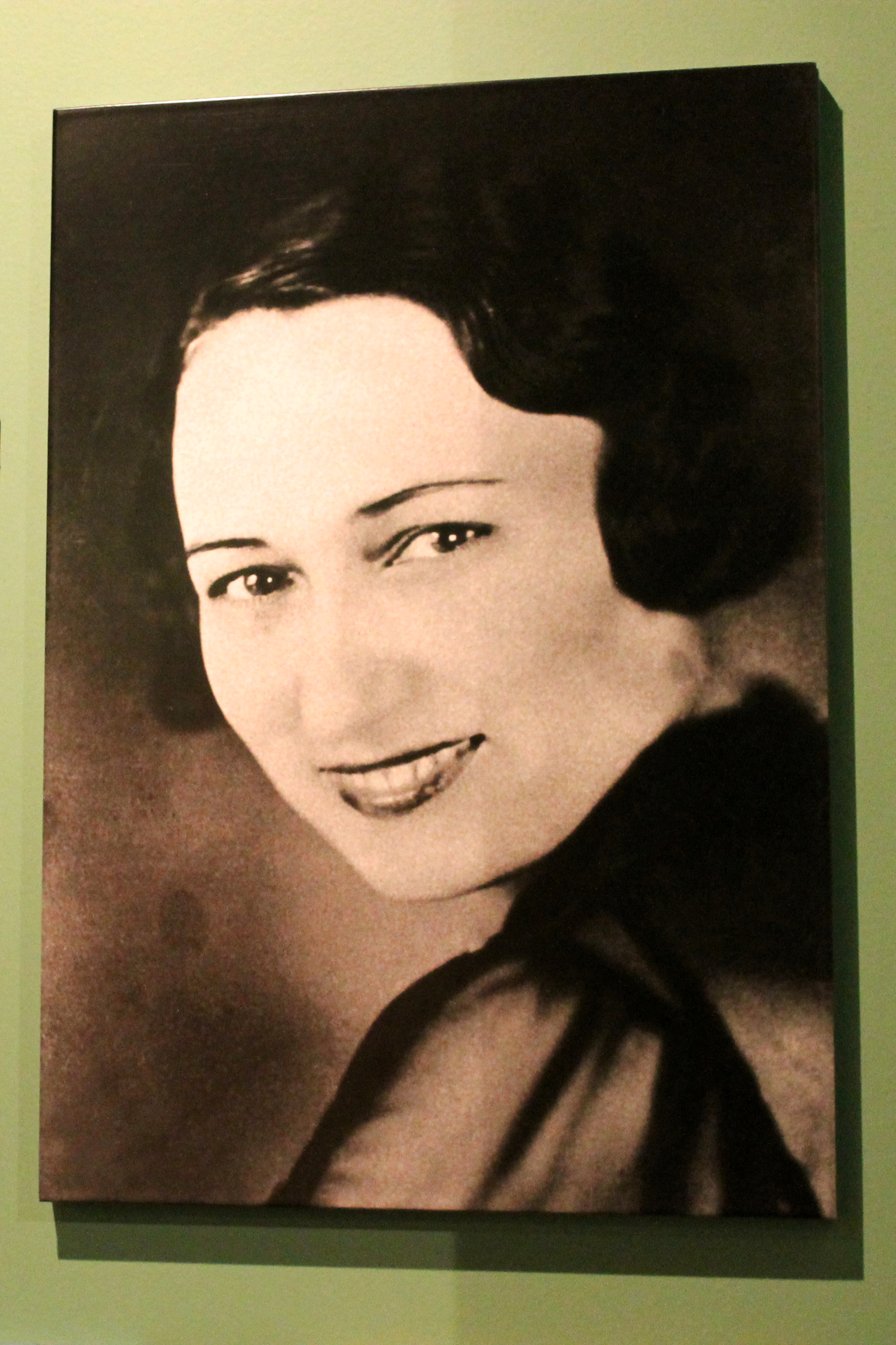
Effa Manley in der Baseball Hall of Fame

Effa Manley (* 27. März 1897 oder 1900; † 16. April 1981 in Los Angeles, Kalifornien) war eine Funktionärin in den Negro Leagues im US-amerikanischen Baseball.

## Biografie
Effa Manley war das Kind aus einer Beziehung zwischen ihrer Mutter Bertha Ford Brooks und John M. Bishop, einem wohlhabenden Weißen aus Philadelphia, bei dem diese arbeitete. Trotz ihrer Gemischtrassigkeit wählte sie den härteren Lebensweg der Afroamerikaner. Da ihre Mutter später zwei Ehen mit Afroamerikanern eingegangen war, sahen die meisten Leute in ihr auch eine hellhäutigere schwarze Frau.
Während der World Series 1932 lernte sie im Yankee Stadium ihren späteren Mann kennen, Abe Manley. Dieser war sehr wohlhabend und konnte seiner Frau einigen Luxus bieten. Ihr Mann beschloss, einiges von seinem Geld in Baseball zu investieren und ein Team mit dem Namen Newark Eagles zu gründen, welches in den Negro Leagues spielte. Da Abe Manley mit anderen Geschäften zu stark beschäftigt war, legte er das Management der Eagles in die Hände seiner Frau. Effa Manley machte die Eagles zu ihrem Team, sie arbeitete als General Manager, Reisesekretär und PR-Manager. Sie hielt mit ihren Meinungen nicht hinter dem Berg und brachte so frischen Wind in die Negro Leagues, was allerdings nicht überall gut ankam. Sie bemühte sich, die Negro Leagues auf einen professionelleren Standard zu bringen. Nach dem Tode ihres Mannes im Jahre 1946 führte sie das Team dann alleine.
Zu ihren größten sportlichen Erfolgen gehörte der Sieg bei den Negro League World Series 1946. Die bekanntesten Spieler der Eagles, die später noch in den Major Leagues spielten, waren Larry Doby, Monte Irvin und Don Newcombe. Mit der Beendigung der Rassentrennung 1947 verkaufte sie dann das Team.
Effa Manley verstarb 1981 in Los Angeles. Am 27. Februar 2006 wurde sie als erste Frau in die Baseball Hall of Fame aufgenommen.